# Skee landskommun
Skee landskommun var en tidigare kommun i  Göteborgs och Bohus län

## Administrativ historik
Kommunen inrättades 1863 i Skee socken i Vette härad vid 1862 års kommunalförordningar.
8 augusti 1902 inrättades i landskommunen municipalsamhället Björneröd och Kroken
Vid kommunreformen 1952 uppgick landskommunen  med municipalsamhället i Vette landskommun som 1967 uppgick i Strömstads stad som 1971 ombildades till Strömstads kommun.

## Politik

### Mandatfördelning i Skee landskommun 1938-1946
| 17 | 10 |  | 2 |

| 29 |

| 13 | 9 |  | 2 |

| 24 |

| 13 | 8 | 2 | 2 |

| 24 |